# Karvasbacka
Karvasbacka (karr-) (finska: Karvasmäki) är en stadsdel i Esbo stad och hör administrativt till Gamla Esbo storområde. Byn Bemböle ligger delvis i Karvasbacka. Andra delområden är Gloms, Ers och Jorv, med Jorvs sjukhus som är det största sjukhuset i Esbo. Glims gårdsmuseum ligger bredvid Jorvs sjukhus. 
Karvasbacka har varit bebott sedan stenåldern och man har hittat många arkeologiska fynd från denna tidsperiod i området. 
Namnet på stadsdelen härstammar från namnet på en by och den finns omnämnd i historiska dokument som Karwädzbacka (1492), Karusbacka (1540), Karpsbacka (1544), Karusby (1555) och Karfwasbacka (1559). Antagligen ligger namnet på en person bakom bynamnet.

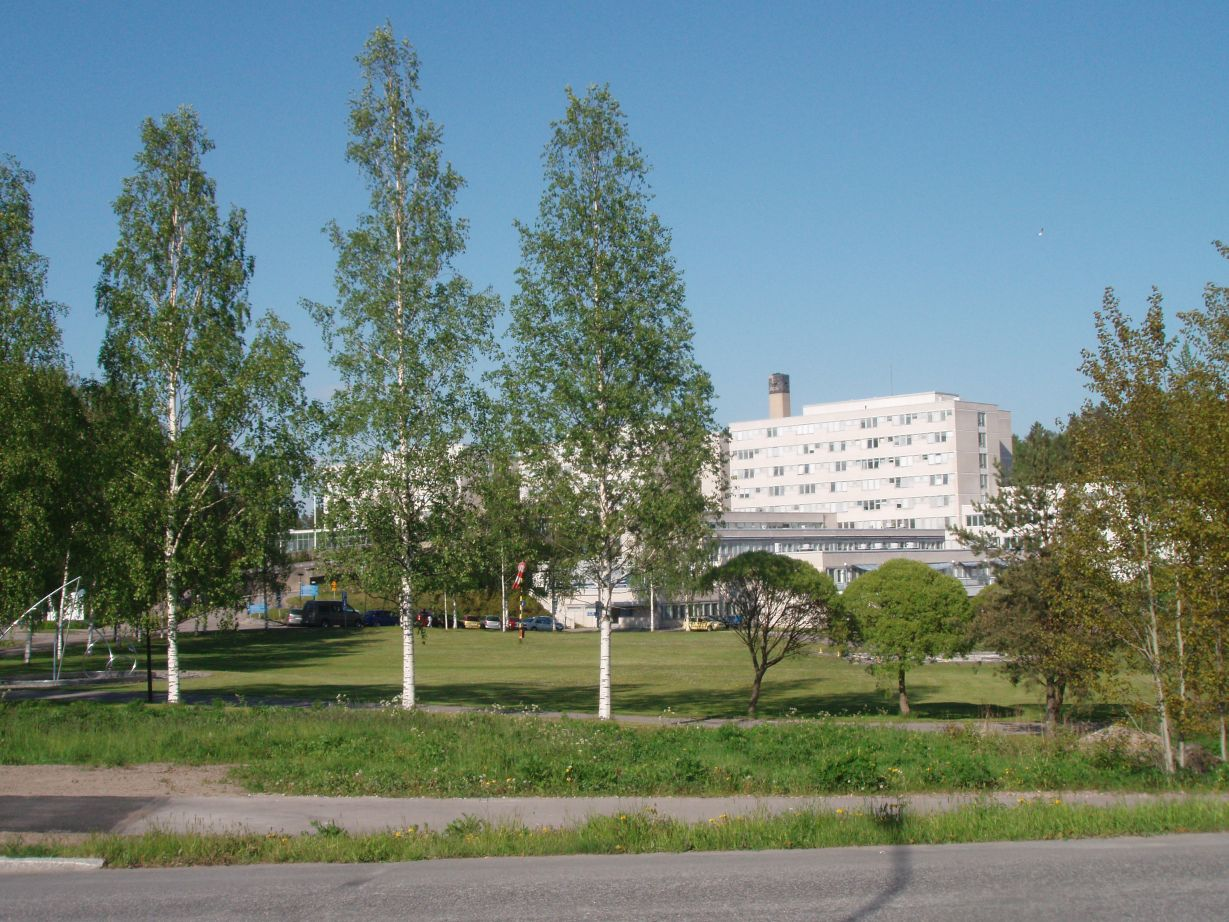
Jorvs sjukhus

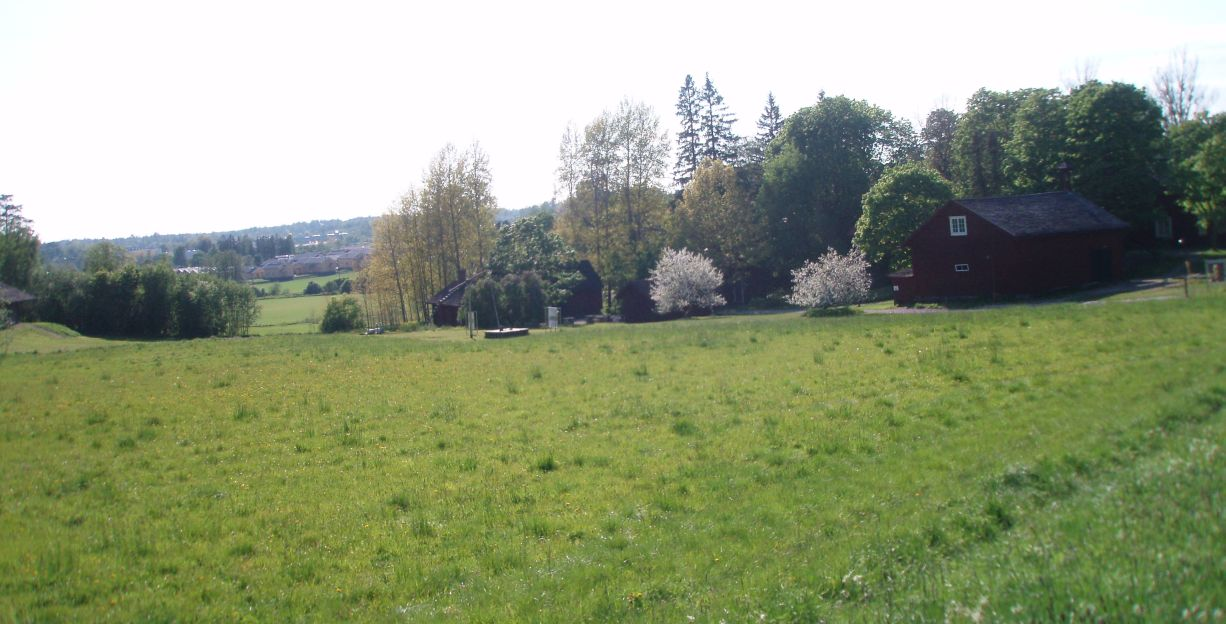
Glims gårdsmuseum. I bakgrunden bakom fälten skymtar det på 2000-talet byggda Karvasbacka småhusområde